# Fiat Tipo
Fiat Tipo je hatchback nižší střední třídy s motorem vpředu a pohonem předních kol. První generaci vozu vyráběla automobilka Fiat od roku 1988 do roku 1995. Druhá generace se vyrábí od roku 2015 a jde o přejmenovaný Fiat Egea.

## Fiat Tipo 1. generace

### Historie
Tipo bylo poprvé představeno v lednu 1988 jako nástupce Fiatu Ritmo. Tipo získalo evropský titul Auto roku v roce 1989. Vyrábělo se s motory od obsahu 1,1 do 2,0 litru. V roce 1993 byla představena druhá série, či spíše modernizovaná verze. Ta měla zvýšenou torzní tuhost karosérie, byla pozměněna maska chladiče a světla, zaveden airbag řidiče a několik dalších drobností. S modernizací rovněž přibyla do prodeje i třídveřová varianta. Výroba pokračovala až do roku 1995.
Z Fiatu Tipo vychází model Fiat Tempra, což je v podstatě sedan nebo kombi na základě Tipa. Na podvozku Fiatu Tipo byly postaveny i některé další modely koncernu Fiat, jako např. Alfa Romeo 155, Lancia Delta, ale třeba i jeho nástupci - Fiaty Bravo/Brava, či nástupce Tempry - Fiat Marea

### Technické údaje

#### Motory
- Benzínové motory
  - 1,1 l (OHC)
  - 1,4 l (OHC)
  - 1,6 l (OHC)
  - 1,6 l (DOHC)
  - 1,8 l (DOHC)
  - 1,8 l 16v (DOHC)
  - 2,0 l (DOHC)
  - 2,0 l 16v (DOHC)

- Dieselové motory
  - 1,7 l
  - 1,9 l
  - 1,9 l TD

## Fiat Tipo 2. generace (Egea)
V květnu 2015 uvedla automobilka Fiat nový kompaktní sedan s názvem Egea, který posléze v říjnu téhož roku začala i prodávat a na evropský trh dodávat pod názvem Tipo.
V roce 2016 se karosářská provedení rozšíří o varianty hatchback a kombi.
V prosinci 2015 získalo nové Tipo ocenění Best Buy Car of Europe pro rok 2016.

### Motory
| Model               | Motor          | Palivo           | Převodovka           | Výkon                             | Točivý moment                  | Emise CO2 | Poznámka          |
| ------------------- | -------------- | ---------------- | -------------------- | --------------------------------- | ------------------------------ | --------- | ----------------- |
| 1.4 16V FIRE        | 1368 cc I4     | Benzín           | 6-rychlostní manuál  | 95 PS (70 kW; 94 hp) @ 6000 rpm   | 127 N·m (94 lb·ft) @ 4500 rpm  | 133 g/km  |                   |
| 1.4 16V T-Jet       | 1368 cc I4 t/c | Benzín           | 6-rychlostní manuál  | 120 PS (88 kW; 120 hp) @ 5000 rpm | 215 N·m (159 lb·ft) @ 2500 rpm |           |                   |
| 1.4 16V T-Jet       | 1368 cc I4 t/c | Benzín a LPG     | 6-rychlostní manuál  | 120 PS (88 kW; 120 hp) @ 5000 rpm | 215 N·m (159 lb·ft) @ 2500 rpm |           | pouze u HB, Kombi |
| 1.6 16V E.torQ      | 1598 cc I4     | Benzín a ethanol | 6-rychlostní automat | 110 PS (81 kW; 110 hp) @ 5500 rpm | 152 N·m (112 lb·ft) @ 4500 rpm | 146 g/km  |                   |
| 1.3 16V MultiJet II | 1248 cc I4     | Diesel           | 5-rychlostní manuál  | 95 PS (70 kW; 94 hp) @ 4000 rpm   | 200 N·m (148 lb·ft) @ 1500 rpm | 110 g/km  |                   |
| 1.6 16V MultiJet II | 1598 cc I4     | Diesel           | 6-rychlostní manuál  | 120 PS (88 kW; 120 hp) @ 3750 rpm | 320 N·m (236 lb·ft) @ 1750 rpm | 110 g/km  |                   |